# 2447 Kronstadt
A 2447 Kronstadt (ideiglenes jelöléssel 1973 QY1) a Naprendszer kisbolygóövében található aszteroida. Tamara Mihajlovna Szmirnova fedezte fel 1973. augusztus 31-én.